# IC 2481
IC 2481 ist eine Spiralgalaxie vom Hubble-Typ S im Sternbild Wasserschlange. Sie ist etwa 232 Millionen Lichtjahre von der Milchstraße entfernt.
Das Objekt wurde am 23. März 1900 von Stéphane Javelle entdeckt.